# Boxe aux Jeux méditerranéens de 2022
Navigation
Édition 2018
Les compétitions de boxe des Jeux méditerranéens de 2022 ont lieu du 26 juin au 1er juillet 2022 à Oran en Algérie.

## Représentants
| - Albanie (5) - Algérie (15) - Bosnie-Herzégovine (9) - Chypre (2) - Croatie (4) | - Égypte (15) - Espagne (9) - France (12) - Grèce (2) - Italie (13) | - Kosovo (4) - Liban (2) - Libye (2) - Maroc (12) - Monténégro (3) | - Serbie (6) - Slovénie (2) - Syrie (6) - Tunisie (7) - Turquie (14) |

## Calendrier
|  | Tours préliminaires |  | Quart de finale |  | Demi-finale |  | Finale |

| Sports                               | Sports             | Sports             | Jour de compétition (juin / juillet) | Jour de compétition (juin / juillet) | Jour de compétition (juin / juillet) | Jour de compétition (juin / juillet) | Jour de compétition (juin / juillet) | Jour de compétition (juin / juillet) | Jour de compétition (juin / juillet) | Jour de compétition (juin / juillet) | Jour de compétition (juin / juillet) | Jour de compétition (juin / juillet) | Jour de compétition (juin / juillet) | Jour de compétition (juin / juillet) | Jour de compétition (juin / juillet) |
| Sports                               | Sports             | Sports             | 24                                   | 25                                   | 26                                   | 27                                   | 28                                   | 29                                   | 30                                   | 1                                    | 2                                    | 3                                    | 4                                    | 5                                    | 6                                    |
| ------------------------------------ | ------------------ | ------------------ | ------------------------------------ | ------------------------------------ | ------------------------------------ | ------------------------------------ | ------------------------------------ | ------------------------------------ | ------------------------------------ | ------------------------------------ | ------------------------------------ | ------------------------------------ | ------------------------------------ | ------------------------------------ | ------------------------------------ |
| M A S C U L I N S                    | Poids mouches      | Poids mouches      |                                      |                                      |                                      | 8e                                   |                                      | ¼                                    | ½                                    | F                                    |                                      |                                      |                                      |                                      |                                      |
| M A S C U L I N S                    | Poids coqs         | Poids coqs         |                                      |                                      |                                      | 8e                                   |                                      | ¼                                    | ½                                    | F                                    |                                      |                                      |                                      |                                      |                                      |
| M A S C U L I N S                    | Poids légers       | Poids légers       |                                      |                                      |                                      | 8e                                   |                                      | ¼                                    | ½                                    | F                                    |                                      |                                      |                                      |                                      |                                      |
| M A S C U L I N S                    | Poids super-légers | Poids super-légers |                                      |                                      | 8e                                   |                                      |                                      | ¼                                    | ½                                    | F                                    |                                      |                                      |                                      |                                      |                                      |
| M A S C U L I N S                    | Poids welters      | Poids welters      |                                      |                                      | 8e                                   |                                      |                                      | ¼                                    | ½                                    | F                                    |                                      |                                      |                                      |                                      |                                      |
| M A S C U L I N S                    | Poids moyens       | Poids moyens       |                                      |                                      | 8e                                   |                                      |                                      | ¼                                    | ½                                    | F                                    |                                      |                                      |                                      |                                      |                                      |
| M A S C U L I N S                    | Poids mi-lourds    | Poids mi-lourds    |                                      |                                      |                                      | 8e                                   | ¼                                    |                                      | ½                                    | F                                    |                                      |                                      |                                      |                                      |                                      |
| M A S C U L I N S                    | Poids lourds       | Poids lourds       |                                      |                                      | 8e                                   |                                      | ¼                                    |                                      | ½                                    | F                                    |                                      |                                      |                                      |                                      |                                      |
| M A S C U L I N S                    | Poids super-lourds | Poids super-lourds |                                      |                                      |                                      | ¼                                    |                                      | ½                                    |                                      | F                                    |                                      |                                      |                                      |                                      |                                      |
|                                      |                    |                    | 24                                   | 25                                   | 26                                   | 27                                   | 28                                   | 29                                   | 30                                   | 1                                    | 22                                   | 3                                    | 4                                    | 5                                    | 6                                    |
| Jour de compétition (juin / juillet) |                    |                    |                                      |                                      |                                      |                                      |                                      |                                      |                                      |                                      |                                      |                                      |                                      |                                      |                                      |

|  | Tours préliminaires |  | Quart de finale |  | Demi-finale |  | Finale |

| Sports                               | Sports             | Sports             | Jour de compétition (juin / juillet) | Jour de compétition (juin / juillet) | Jour de compétition (juin / juillet) | Jour de compétition (juin / juillet) | Jour de compétition (juin / juillet) | Jour de compétition (juin / juillet) | Jour de compétition (juin / juillet) | Jour de compétition (juin / juillet) | Jour de compétition (juin / juillet) | Jour de compétition (juin / juillet) | Jour de compétition (juin / juillet) | Jour de compétition (juin / juillet) | Jour de compétition (juin / juillet) |
| Sports                               | Sports             | Sports             | 24                                   | 25                                   | 26                                   | 27                                   | 28                                   | 29                                   | 30                                   | 1                                    | 2                                    | 3                                    | 4                                    | 5                                    | 6                                    |
| ------------------------------------ | ------------------ | ------------------ | ------------------------------------ | ------------------------------------ | ------------------------------------ | ------------------------------------ | ------------------------------------ | ------------------------------------ | ------------------------------------ | ------------------------------------ | ------------------------------------ | ------------------------------------ | ------------------------------------ | ------------------------------------ | ------------------------------------ |
| F E M I N I N S                      | Poids mi-mouches   | Poids mi-mouches   |                                      |                                      |                                      |                                      | ¼                                    |                                      | ½                                    | F                                    |                                      |                                      |                                      |                                      |                                      |
| F E M I N I N S                      | Poids mouches      | Poids mouches      |                                      |                                      |                                      |                                      | ¼                                    |                                      | ½                                    | F                                    |                                      |                                      |                                      |                                      |                                      |
| F E M I N I N S                      | Poids coqs         | Poids coqs         |                                      |                                      | 8e                                   |                                      | ¼                                    |                                      | ½                                    | F                                    |                                      |                                      |                                      |                                      |                                      |
| F E M I N I N S                      | Poids légers       | Poids légers       |                                      |                                      |                                      |                                      | ¼                                    |                                      | ½                                    | F                                    |                                      |                                      |                                      |                                      |                                      |
| F E M I N I N S                      | Poids super-légers | Poids super-légers |                                      |                                      |                                      | ¼                                    |                                      |                                      | ½                                    | F                                    |                                      |                                      |                                      |                                      |                                      |
| F E M I N I N S                      | Poids welters      | Poids welters      |                                      |                                      |                                      | ¼                                    |                                      |                                      | ½                                    | F                                    |                                      |                                      |                                      |                                      |                                      |
|                                      |                    |                    | 24                                   | 25                                   | 26                                   | 27                                   | 28                                   | 29                                   | 30                                   | 1                                    | 22                                   | 3                                    | 4                                    | 5                                    | 6                                    |
| Jour de compétition (juin / juillet) |                    |                    |                                      |                                      |                                      |                                      |                                      |                                      |                                      |                                      |                                      |                                      |                                      |                                      |                                      |

## Tableau des médailles

### Masculins
| Catégories                                      | Or                           | Argent                     | Bronze                                                  |
| Poids mouches (-52 kg) résultats détaillés      | Federico Serra Italie        | Said Mortaji Maroc         | Samet Gumus Turquie Omer Ametovic Serbie                |
| Poids coqs (-57 kg) résultats détaillés         | Batuhan Ciftci Turquie       | Oussama Mordjane Algérie   | Bilel Mhamdi Tunisie Abdellatif Zouhairi Maroc          |
| Poids légers (-60 kg) résultats détaillés       | Mohamed Hamout Maroc         | Enzo Grau France           | Abdelnacer Benlaribi Algérie Giuseppe Canonico Italie   |
| Poids super-légers (-63 kg) résultats détaillés | Yahia Abdelli Algérie        | Gianluigi Malanga Italie   | Shpetim Bajoku Kosovo Abdelhaq Nadir Maroc              |
| Poids welters (-69 kg) résultats détaillés      | Jugurtha Ait-Bekka Algérie   | Stefan Savković Monténégro | Hamza El Barbari Maroc Omar Elsayed Égypte              |
| Poids moyens (-75 kg) résultats détaillés       | Ahmad Ghousoon Syrie         | Younes Nemouchi Algérie    | Salvatore Cavallaro Italie Moreno Fendero France        |
| Poids mi-lourds (-81 kg) résultats détaillés    | Vladimir Mironchikov Serbie  | Mohamed Houmri Algérie     | Petar Marčić Monténégro Gazimagomed Jalidov Espagne     |
| Poids lourds (-91 kg) résultats détaillés       | Aziz Abbes Mouhiidine Italie | Moh Said Hamani Algérie    | Youcef Soheb Bouafia France Vagkan Nanitzanian Grèce    |
| Poids super-lourds (+91 kg) résultats détaillés | Yousry Hafez Égypte          | Vincenzo Fiaschetti Italie | Chouaib Bouloudinat Algérie Djamili-Dini Aboudou France |

### Féminins
| Catégories                                      | Or                         | Argent                     | Bronze                                            |
| Poids mi-mouches (-48 kg) résultats détaillés   | Roumaysa Boualam Algérie   | Ayse Cagirir Turquie       | Wafa Hafsi Tunisie Marta Lopez Espagne            |
| Poids mouches (-50 kg) résultats détaillés      | Giordana Sorrentino Italie | Romane Moulai France       | Buse Naz Çakıroğlu Turquie Laura Fuertes Espagne  |
| Poids coqs (-54 kg) résultats détaillés         | Hatice Akbaş Turquie       | Bojana Gojkovic Monténégro | Fatma Zohra Abdelkader Algérie Yomna Ayyad Égypte |
| Poids légers (-60 kg) résultats détaillés       | Hadjila Khelif Algérie     | Chaymae Rhaddi Maroc       | Rebecca Nicoli Italie Amina Zidani France         |
| Poids super-légers (-63 kg) résultats détaillés | Imane Khelif Algérie       | Assunta Canfora Italie     | Thaïs Larché France Gizem Ozer Turquie            |
| Poids welters (-66 kg) résultats détaillés      | Busenaz Surmeneli Turquie  | Ichrak Chaib Algérie       | Oumayma Bel Ahbib Maroc Melissa Gemini Italie     |

## Médailles

### Tableau des médailles
| Rang  | Nation     | Or | Argent | Bronze | Total |
| ----- | ---------- | -- | ------ | ------ | ----- |
| 1     | Algérie    | 5  | 5      | 3      | 13    |
| 2     | Italie     | 3  | 3      | 4      | 10    |
| 3     | Turquie    | 3  | 1      | 3      | 7     |
| 4     | Maroc      | 1  | 2      | 4      | 7     |
| 5     | Égypte     | 1  | 0      | 2      | 3     |
| 6     | Serbie     | 1  | 0      | 1      | 1     |
| 7     | Syrie      | 1  | 0      | 0      | 1     |
| 8     | France     | 0  | 2      | 5      | 7     |
| 9     | Monténégro | 0  | 2      | 1      | 3     |
| 10    | Espagne    | 0  | 0      | 3      | 3     |
| 11    | Tunisie    | 0  | 0      | 2      | 2     |
| 12    | Grèce      | 0  | 0      | 1      | 1     |
| 12    | Kosovo     | 0  | 0      | 1      | 1     |
| Total | Total      | 15 | 15     | 30     | 60    |

## Référence
1. ↑  (en) Boxing technical manual (olimpiyatkomitesi.org.tr)